# 陈震宇
陈震宇（1931年10月—2011年5月8日），男，汉族，福建漳浦人，中华人民共和国政治人物，曾任广西壮族自治区政协副主席，第七届全国人大代表，第九届全国政协委员。